# Петриченко Степан Максимович
Степан Максимович Петриченко (1892, с. Нікітенка, Жиздринський район, Калузька губернія, Російська імперія — 2 квітня 1947, РРФСР, СРСР) — більшовицький революційний діяч-моряк, старший писар лінкора «Петропавловськ», ініціатор проголошення «Радянської республіки матросів і будівників» на острові Найссаар (Естонія), голова Військово-революційного комітету Кронштадтського повстання, прибічник анархо-комунізму.

## Життєпис
Народився в 1892 року в сім'ї малоземельного селянина. Через два роки після його народження сім'я переїхала в Олександрівськ (нині Запоріжжя), де закінчив двокласне міське училище і поступив на роботу на місцевий металургійний завод металістом.
У 1913 році призваний на військову службу на лінкор «Петропавловськ», що входив до складу Балтійського флоту.
Під час Лютневої революції в Росії перебував з флотом на Естонському острові Нарген (тепер Найссаар). У грудні 1917 року тут була проголошена «Радянська республіка матросів і будівельників», яку очолив Степан Петриченко: вісімдесят військових моряків і близько двох сотень корінних остров'ян організували місцеве самоврядування, що проіснувало до захоплення Талліна військами кайзерівської Німеччини 26 лютого 1918 року. Червоно-чорний прапор «анархо-комуністів» був спущений, а її «уряд» суднами Балтійського флоту переправився в Гельсінкі, звідти — в Кронштадт.
У «партійний тиждень» 1919 року вступив у РКП(б), але вибув з партії в ході «перереєстрації».
Улітку 1920 року побував на батьківщині — в Запоріжжі. Після повернення схвально відгукувався про рух Нестора Махна, проте анархістом за переконаннями не став.
У 1921 році очолив Кронштадтське повстання і над Кронштадтом був піднятий червоно-чорний прапор анархо-комуністів. Після придушення заколоту з тисячами його учасників відійшов у Фінляндію.
У 1922 році відвідав посольство РРФСР у Ризі, де був завербований ГПУ і став агентом у Фінляндії.
У серпні 1927 року в радянському посольстві в Ризі подав заяву на ім'я Калініна з проханням повернути радянське громадянство й дозволити повернутися в СРСР.
У 1937 році заявив про відмову співпрацювати з радянською розвідкою, однак потім знову погодився продовжити роботу.
З початком Другої світової війни його агентурна діяльність була спрямована на висвітлення військових приготувань Німеччини та її союзників. Від нього отримано кілька важливих повідомлень про підготовку Німеччини до війни проти СРСР.
У 1941 році заарештований фінською владою.
25 вересня 1944 року на підставі угоди про перемир'я між СРСР, Великою Британією та Фінляндією був звільнений, а 21 квітня 1945 знову заарештований і переданий в органи контррозвідки Червоної армії. Відповідно до вироку, за участь у контрреволюційній терористичній організації та приналежність до фінської розвідки засуджений до виправно-трудового табору строком на 10 років.
Помер 2 червня 1947 під час етапування з Солікамського табору у Володимирський централ (за іншими даними, на момент етапування серед живих не значився).